# 霍京區

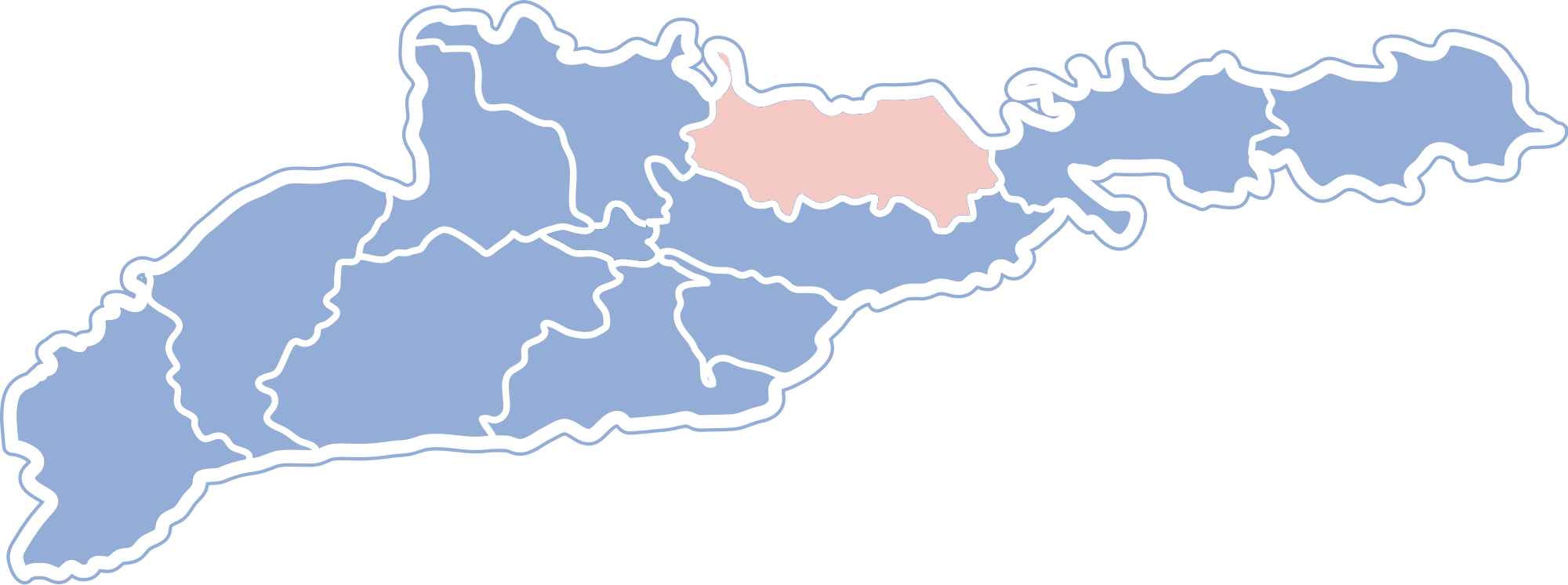

霍京區（羅馬化：Khotynskyi raion）是位於烏克蘭西南部切爾諾夫策州的舊區，首府設於霍京，並於2020年被撤銷。該區面積716平方公里，2013年人口64,009，人口密度每平方公里89.4人。